# Fábio Penchel de Siqueira
Fábio Penchel de Siqueira (Resende, 8 de setembro de 1979) é um ex-futebolista brasileiro, que atuava como atacante.

## Biografia
Empatado com Edílson (2001) e Cano (2023), é o maior artilheiro de uma mesma edição do Campeonato Carioca no século XXI, feito conquistado em 2002, ao marcar 16 gols pelo Volta Redonda. Pelo time da cidade do aço, conquistou a Copa Finta Internacional, a Taça Guanabara, a Copa Rio e o vice do Campeonato Carioca. 
Teve marcante passagem pelo Botafogo, sendo decisivo em várias partidas.  
Foi duas vezes vice-campeão brasileiro da série B, uma pelo Botafogo e a outra pelo Santo André. 
Foi campeão paranaense atuando pelo Paraná Clube. 
Campeão da Copa Integração e Carioca A2 pelo CFZ.    

## Títulos
CFZ
- Copa Integração: 2001

Botafogo
- Campeonato Brasileiro de Futebol - Série B: 2003 Vice-Campeão[2]

Volta Redonda
- Copa Finta Internacional: 2005 [3]
- Taça Guanabara: 2005[4]
- Campeonato Carioca: 2005 - Vice-Campeão[4]
- Copa Rio: 2007[5]

Paraná
- Campeonato Paranaense: 2006

Santo André
Campeonato Brasileiro de Futebol - Série B: 2008

## Prêmios individuais
- Artilheiro do campeonato carioca de 2002: 16 gols.[4][6]